# قيطم أوغندي
قيطم أوغندي (الاسم العلمي: Xenopus ruwenzoriensis ) (بالإنجليزية: Uganda clawed frog)‏ هو نوع من البرمائيات يتبع جنس القيطم من فصيلة الضفادع العديمة اللسان.